# 300 (phim)
300 là một bộ phim của hãng Warner Bros khởi quay năm 2006 và phát hành vào năm 2007, nội dung phim dựa trên Trận Thermopylae nổi tiếng trong lịch sử Hy Lạp. Một trong những điểm độc đáo của "300" là được làm từ comic (minh họa). Bộ phim miêu tả cuộc chiến không cân sức giữa 300 chiến binh Sparta, dưới sự chỉ huy của vị vua Leonidas I, với 1 triệu quân của đế chế Ba Tư cổ đại. Trung thành với nguyên tác truyện tranh, bộ phim là tiếng nói ca ngợi tự do và là khúc tráng ca của lòng yêu nước. Tuy nhiên,do phỏng tác từ truyện tranh nên "300" không hoàn toàn tuân theo các tác phẩm lịch sử mà đã thêu dệt ít nhiều để khiến bộ phim trở nên ấn tượng và gần gũi với khán giả.

## Nội dung
Chuyện phim kể về cuộc đời Leonidas I - vua thành bang Sparta ở Hy Lạp, dưới dạng hồi ức của Dilios - một tướng thân cận dưới trướng Leonidas. Ở Sparta xưa có tục lệ giết hài nhi ốm yếu hay dị tật từ lúc chúng mới sinh, chỉ giữ lại những đứa trẻ khỏe mạnh nhất, Leonidas là một trong số những đứa trẻ may mắn đó. Năm 7 tuổi, cậu bé bị tách khỏi người mẹ thân yêu để trưởng thành trong sự khổ luyện khắc nghiệt. Leonidas được dạy rằng không được nhân từ, không được khoan nhượng với kẻ thù, và chết trên chiến trường chính là vinh dự lớn lao nhất mà cậu nhận được. Cuối cùng, khi đã trưởng thành, Leonidas trải qua thử thách cuối cùng trong cánh rừng mùa đông với con sói dữ. Cậu phải chọn lựa: Hoặc là sống sót quay về, trở thành vua của Sparta hoặc không là gì cả. Nhờ mưu trí cùng với lòng can đảm, Leonidas đã chiến thắng thử thách và cai trị thành bang Sparta trong suốt 30 năm dài.
Bây giờ Leonidas đã có hoàng hậu Gorgo xinh đẹp và đứa con trai kháu khỉnh. Cuộc sống tưởng như cứ thế êm đềm trôi đi trên xứ sở Sparta nhỏ bé. Nhưng rồi vào năm 480 trước Công Nguyên, sứ giả Ba Tư ập đến, yêu cầu Sparta quy phục dưới vua Xerxes I của Ba Tư. Leonidas quyết không chịu, ngài vừa đạp mạnh tên sứ giả xuống giếng nước, vừa la to: "ĐÂY LÀ... SPARTA!" ("THIS IS... SPARTA!!")
Biết rằng chẳng bao lâu sẽ xảy ra chiến tranh, Leonidas quyết định sẽ đánh nhau với quân Ba Tư tại hẻm núi Thermopylae (trong phim dịch là Hot Gate - Cổng Nóng), nơi được coi là cửa ngõ để tiến xuống phía nam của Sparta. Tuy nhiên, phong tục của Sparta lại không cho phép ngài xuất quân. Vì thế Leonidas để quân đội lại, chỉ mang theo 300 binh sĩ và tướng lĩnh tinh nhuệ, khỏe mạnh nhất theo bên mình. Trên đường đi, họ chiêu nạp thêm 6.700 quân của các thành bang khác tới trấn thủ con đường độc đạo nằm giữa hai dãy núi ở Thermopylae. Việc chính sự ở Sparta được trao lại cho hoàng hậu Gorgo.
Tại Sparta, Nữ hoàng Gorgo đã cố gắng thuyết phục Hội đồng Spartan tăng viện cho 300 binh sĩ Spartan để đứng vững cuối cùng. Gorgo đến gặp Theron để được giúp đỡ, sau khi được phép cầu xin cô với Hội đồng, nhưng Theron đã ép cô phải cho quan hệ tình dục với mình để đổi lấy sự giúp đỡ cần thiết của anh ta, và ngày hôm sau phản bội cô và cố gắng bôi nhọ cô là một phụ nữ trưởng thành trước Hội đồng. Gorgo giết Theron, để lộ một túi vàng của Xerxes trong áo choàng của anh ta. 
Sang ngày thứ ba, một người tên là Malian Ephialtes, do bị vua Leonidas từ chối nhận vào quân đội, đã chỉ cho quân Ba Tư con đường độc đạo vào hẻm núi. Con đường này dẫn quân Ba Tư tới phía sau nơi phòng thủ của quân Sparta. Bị tấn công bất ngờ, Leonidas chia quân làm hai. Đạo quân 300 người của ngài lui vào khe núi để cầm chân quân Ba Tư, số còn lại rút về phía nam để bảo toàn lực lượng cho những trận chiến sau này. Dilios được vua Leonidas gửi về hậu phương. Dù vị tướng đó hoàn toàn không muốn rời xa nhà vua, nhưng Leonidas đã khuyên ông nên quay về, chuẩn bị cho trận chiến trong tương lai với Xerxes.
Cuối cùng, Leonidas đã hi sinh anh dũng bên cạnh 300 chiến hữu kiên cường của mình. Trước khi tử trận bởi hàng loạt trận mưa tên của kẻ thù, ngài đứng lên hiên ngang, ngẩng cao đầu và hét to: "My Queen! My wife!... My love!!!"
Tại thành bang Sparta, hoàng hậu Gorgo mong đợi chồng trở về. Nhưng những gì bà nhận được chỉ còn lại sợi dây chuyền bà tặng cho Leonidas, được tướng Dilios trao tận tay. Kẻ sống sót duy nhất trong số 300 chiến sĩ thành Sparta là Dilios - dù lúc này ông đã bị chột một mắt. Trước hội đồng tóa án, ông thuật lại cái chết của vua Leonidas và chiến hữu trong danh dự, hy sinh và khát vọng tự do, nói lên ý chí chiến đấu tới hơi thở cuối cùng của nhà vua. Một năm sau, Dilios trở thành người dẫn đầu hơn 10000 chiến binh Sparta, 30000 người Hi Lạp tự do, chiến đấu chống lại quân Ba Tư và dẫn tới cuộc chiến Plataea oanh liệt.

## Quá trình làm phim
Tái hiện lại một trận đánh có thật, nhưng 300 không hoàn toàn tuân theo các tài liệu lịch sử. Đạo diễn Zack Snyder cho biết trang phục, vũ khí và kiểu chiến đấu của các chiến binh Hy Lạp, đặc biệt là quân lính của thành bang Sparta, đã được thay đổi chút ít so với sử sách. Ông khẳng định rằng thay đổi là cần thiết để tạo cảm hứng cho khán giả.
Phim được quay trong 60 ngày. Tất cả cảnh được quay trên nền xanh ở thành phố Montreal, Canada, rồi mang sang Los Angeles để chèn hình ảnh thực địa. Trong số hơn 1.500 cảnh trong phim thì có tới 1.300 cảnh cần tới hiệu ứng hình ảnh.
Quá trình xử lý hậu kì kéo dài gần 1 năm. Phần lớn các cảnh được quay ở tốc độ cao, từ 50 tới 150 khung hình/giây (tốc độ bình thường là 24 khung hình/giây).

## Kết quả đạt được

### Thành công
Bộ phim "300" của đạo diễn Zack Snyder đã dẫn đầu đề cử giải thưởng Saturn lần thứ 34. Đây là giải thưởng của viện phim khoa học viễn tưởng và kinh dị được tổ chức hàng năm tại Mỹ.
Không chỉ là bộ phim khởi sự thành công nhất vào tháng ba, với 70 triệu USD, "300" còn chiếm luôn vị trí của bộ phim có doanh thu cao nhất năm 2007 tính cho đến hiện tại và đứng thứ ba trong những bộ phim bạo lực có màn ra mắt thành công nhất sau Matrix Reloaded và Passion of the Christ. Khởi chiếu từ ngày 9/3/2007, bộ phim với những cảnh chém giết đẫm máu này đã gây nên một cơn sốt tại các rạp chiếu phim Mỹ.

### Khuyết điểm
Dù là phim "bom tấn" của Hollywood, nhưng bộ phim hoành tráng này đã bị Iran kịch liệt phản đối. Đất nước vùng Vịnh lên án bộ phim phỉ báng văn hóa cổ đại Ba Tư và khiêu khích thù hận chống lại người Iran. Ngay cả một số nhà bình phim người Mĩ cũng đặt vấn đề về "ý đồ chính trị" đằng sau câu chuyện phương Tây đối đầu với Iran, bởi trong phim những người Ba Tư được mô tả là kẻ suy đồi, lập dị và quái đản, đối nghịch với những người Hy Lạp cao sang.

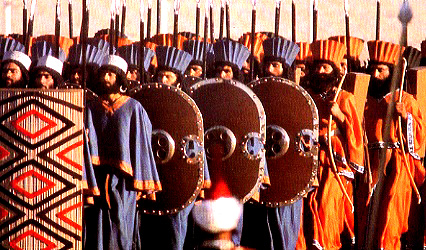
Đội Cấm quân Bất tử của Xerxes Đại đế trong lịch sử, nhưng trong phim họ lại được mô tả mặc trang phục đen giống như ninja và có khuôn mặt rất quái dị

Một số tình tiết trong phim cũng không đúng với lịch sử. Ví dụ như phim mô tả 300 chiến binh Sparta là nòng cốt của lực lượng Hy Lạp, cộng thêm vài trăm quân hỗ trợ tới từ một thành bang khác. Nhưng trong lịch sử, trận đánh này quân Hy Lạp có khoảng 7.000 quân, và 300 chiến binh Sparta chỉ là 1 bộ phận nhỏ trong đội quân đó mà thôi. Các chi tiết về trang phục của quân đội Ba Tư thì hoàn toàn được phỏng theo bộ truyện tranh gốc, do vậy rất sai khác so với thực tế lịch sử, ví dụ như Đội Cấm quân Bất tử của vua Xerxes được mô tả là mặc trang phục đen giống như ninja và có khuôn mặt rất quái dị.
Tờ báo Ayende-No viết: "Phim mô tả người Iran như những quái vật, không hề có văn hóa, tình cảm hay nhân tính, những kẻ rỗng tuếch chỉ biết tấn công nước khác và giết người man rợ. Đây là một sự vu khống toàn thể nhân dân Iran trước cả thế giới ngay tại thời điểm Mỹ đe dọa tấn công Iran".
Tại Iran, bộ phim đã và sẽ không bao giờ được trình chiếu, theo như luật hạn chế phim phương Tây của chính quyền, mặc dù một tờ báo cho hay đã có nhiều bản DVD "ngoài luồng".
Bên cạnh mặt chính trị, bộ phim còn bị cho là đã công kích lịch sử của người Ba Tư, gồm cả việc chỉ trích hệ thống cai trị của Đế chế Ba Tư. Đài truyền hình quốc gia Iran trong mấy ngày qua cho chiếu liên tục những đoạn phân tích cho thấy bộ phim đáng bị phỉ báng và mời nhiều nhà làm phim Iran chỉ ra những điểm sai lệch lịch sử trong bộ phim.